# Chirosiomima collini
Chirosiomima collini är en tvåvingeart som beskrevs av Ackland 1968. Chirosiomima collini ingår i släktet Chirosiomima och familjen blomsterflugor. Inga underarter finns listade i Catalogue of Life.